# Dobrkovice
Dobrkovice är en ort i Tjeckien.   Den ligger i regionen Zlín, i den östra delen av landet, 260 km öster om huvudstaden Prag. Dobrkovice ligger 271 meter över havet och antalet invånare är 282.
Terrängen runt Dobrkovice är platt åt sydväst, men åt nordost är den kuperad. Runt Dobrkovice är det ganska tätbefolkat, med 104 invånare per kvadratkilometer. Närmaste större samhälle är Zlín, 14,7 km norr om Dobrkovice. Omgivningarna runt Dobrkovice är en mosaik av jordbruksmark och naturlig växtlighet.